# 張廷薦
張廷薦（？—1605年），號履台，浙江嘉兴府秀水县人，明朝政治人物。

## 生平
以選貢中式万历二十二年（1594年）甲午科順天中式第二十七名舉人，二十九年（1601年）辛丑科二甲四十一名進士，刑部觀政，三十一年授官刑部主事，三十三年卒。

## 家族
曾祖张用，字柳溪，以次子張應治貴封户科給事中。祖父张应潮，字海涛，邑廪生。父张棐，字心日，廪生。從弟張晉徵，崇祯甲戌進士。